# Aenictes polygrapharia
Aenictes polygrapharia là một loài bướm đêm trong họ Geometridae.